# Jokkmokks kommun
Jokkmokks kommun är en kommun i Norrbottens län i landskapet Lappland i Sverige. Centralort är Jokkmokk.
Jokkmokks kommuns fjällvärld täcker en betydande del av kommunens yta och nationalparken Sarek, en av kommunens fyra nationalparker, betraktas i dag som Europas sista kvarvarande vildmark. Det är också naturen – genom skog, vatten, turism och rennäring – som utgör basen för näringslivet.  
Sedan kommunen bildades på 1970-talet har befolkningstrenden varit negativ. Kommunen har länge varit ett starkt fäste för Socialdemokraterna. Sedan 2022 leds dock kommunen av det lokala partiet Framtid i Jokkmokks kommun.

## Administrativ historik
När 1862 års kommunreform genomfördes i Lappland 1874 bildades Jokkmokks landskommun i Jokkmokks socken. 
Kommunreformen 1952 påverkade inte indelningarna i området, då varken Västerbottens eller Norrbottens län berördes av reformen. Vid kommunreformen 1971 bildades Jokkmokks kommun genom en ombildning av Jokkmokks landskommun.
Kommunen ingick från bildandet till 28 januari 2002 i Bodens domsaga och ingår sen dess i Gällivare domsaga.
Kommunen ingår sedan 2010 i Förvaltningsområdet för samiska, kommunnamnet på samiska är Jåhkåmåhke kommuvnna (lulesamiska), Jåhkåmåhki suohkan (nordsamiska).

## Geografi
Kommunen gränsar i väster mot de norska kommunerna Tysfjord, Hamarøy, Sørfold och Fauske och i Sverige i norr mot kommunen Gällivare, i öster mot Boden, i sydöst mot Älvsbyn, i söder mot Arvidsjaur och Arjeplog. Jokkmokks kommun är Sveriges näst största till ytan, något större än landskapet Värmland och lite mindre än landskapet Ångermanland och ungefär dubbelt så stor som landskapet Skåne.

### Topografi och hydrografi

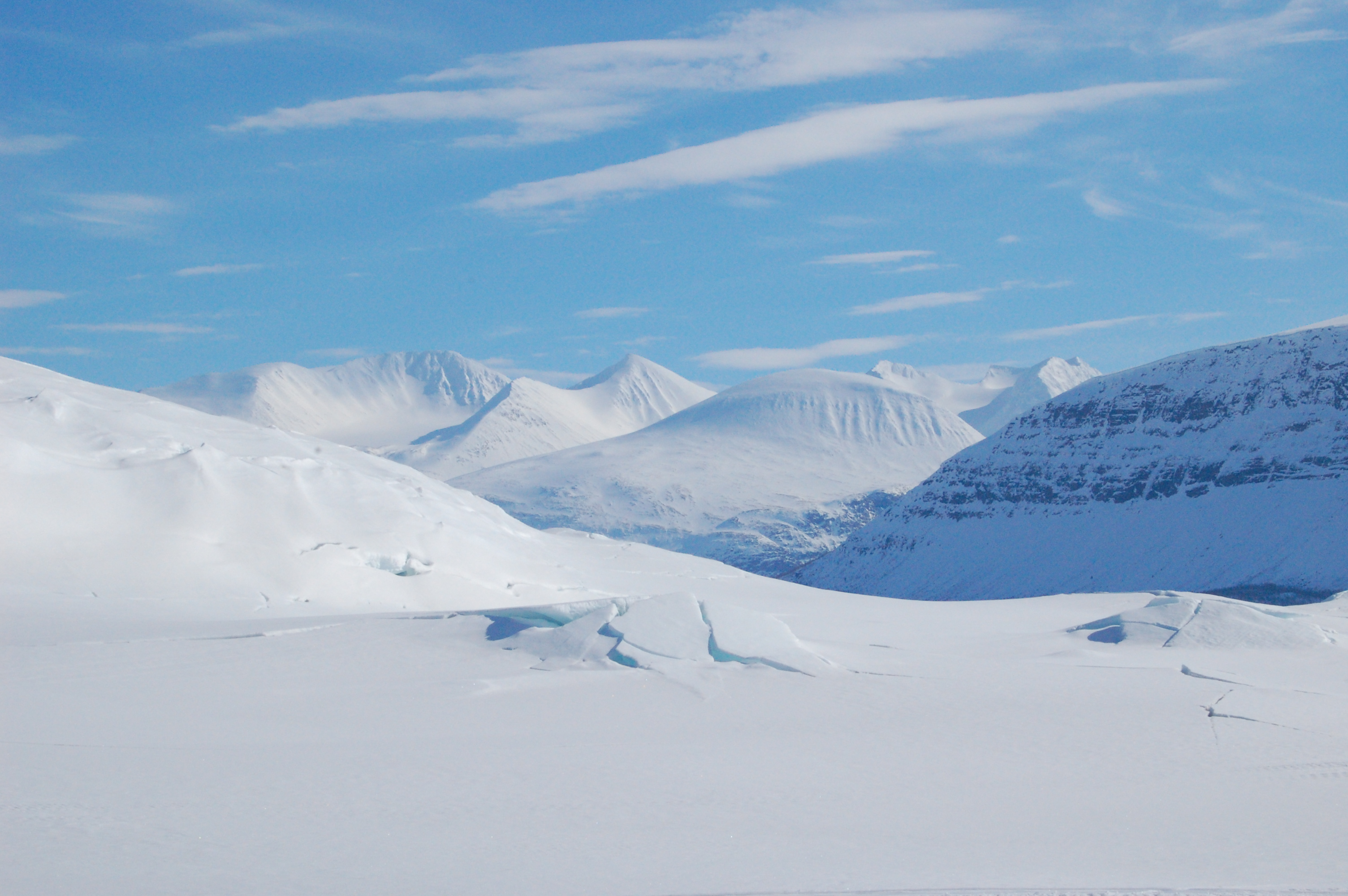
Vy över Akka, senvåren 2008.

Jokkmokks kommuns fjällvärld täcker en betydande del av kommunens yta, till exempel ligger Akka, som av Svenska turistföreningen beskrivs som Lapplands drottning, inom kommunens gränser. Det mest kända fjällområdet är ändå Sarek. Sarek betraktas i dag som Europas sista kvarvarande vildmark med dramatiska dalgångar och majestätiska högfjäll på upp till och över 2 000 meter över havet. Till Sarek kan man enklast nå via bil och buss upp till fjällstationen i Kvikkjokk, varifrån man kan antingen följa Kungsleden eller ta en helikoptertur rakt in i Sarekområdet. Värt att påpeka är dock att det krävs speciellt tillstånd från Länsstyrelsen i Norrbotten för att både få flyga i nationalparkens luftrum samt på förhand godkända landningar. På grund av detta erbjuder inget av de helikopterbolag som finns i området fasta turer utan detta sker enbart på beställning och med godkänt tillstånd från nämnda myndighet.
Det finns stora vattenytor inom kommunens gränser, de två Luleälvarna flyter genom kommunen och möts i Vuollerim till Stora Lule älv. Vintertid är det möjligt att följa skoterleder från Jokkmokk upp till fjällvärlden, men också hela vägen via Norge till Norra ishavet eller till finska Lappland. Skoterlederna är förhållandevis välunderhållna och markerade, men skoteråkning i fjällvärlden kräver viss lokalkunskap och erfarenhet. Det råder restriktioner för skoteråkning i fjällvärlden.
Nedan presenteras andelen av den totala ytan 2020 i kommunen jämfört med riket.
|  | Bebyggelse (0,3 %) |

|  | Skog (50,5 %) |

|  | Öppen myrmark (8,8 %) |

|  | Jordbruksmark (0,0 %) |

|  | Övrig mark (40,3 %) |

|  | Bebyggelse (3,1 %) |

|  | Skog (68,0 %) |

|  | Öppen myrmark (7,2 %) |

|  | Jordbruksmark (7,4 %) |

|  | Övrig mark (14,3 %) |

### Naturskydd
Inom Jokkmokks kommun finns fyra nationalparker:
- Sarek
- Muddus
- Padjelanta
- Stora Sjöfallet

Naturreservatet och Natura 2000-området Jelka-Rimåkåbbå bildades 2019, och i och med detta så består hälften av kommunens yta av skyddad natur. Länsstyrelsens beslut om bildandet av naturreservatet överklagades av kommunen och Jokkmokks kommunalråd Robert Bernhardsson motiverade detta med orden "Vi har medborgare vars strömförsörjning är hotad. Vi fråntas möjlighet att planlägga områden och jobba för aktiv utveckling av besöksnäringen". Förutom Jelka-Rimåkåbbå fanns det 64 naturreservat i kommunen år 2022.

### Administrativ indelning
Fram till 2016 var kommunen för befolkningsrapportering indelad i en enda församling, Jokkmokks församling.

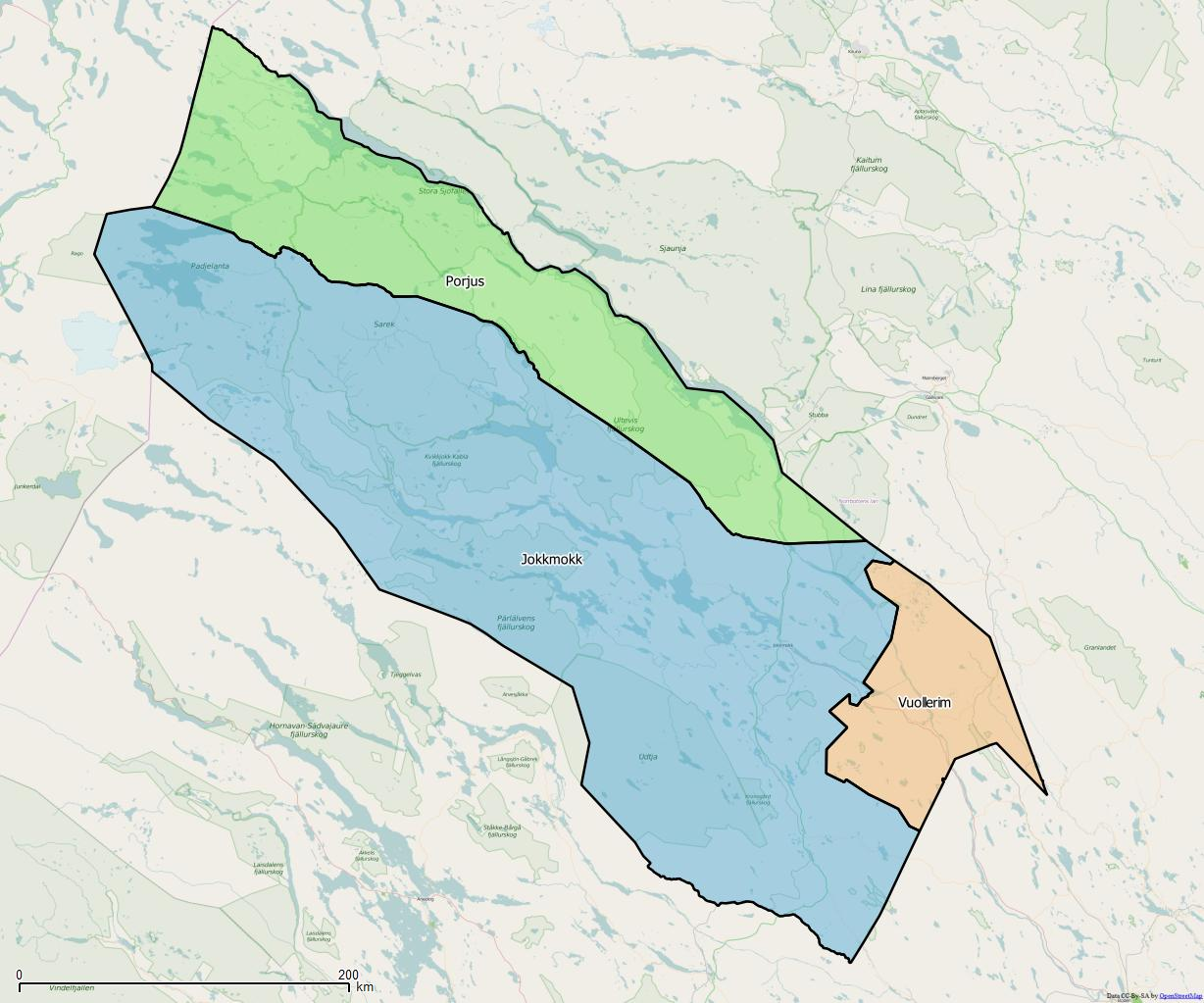
Distrikt inom Jokkmokks kommun.

Från 2016 indelas kommunen i tre distrikt – Jokkmokk, Porjus och Vuollerim.

### Tätorter

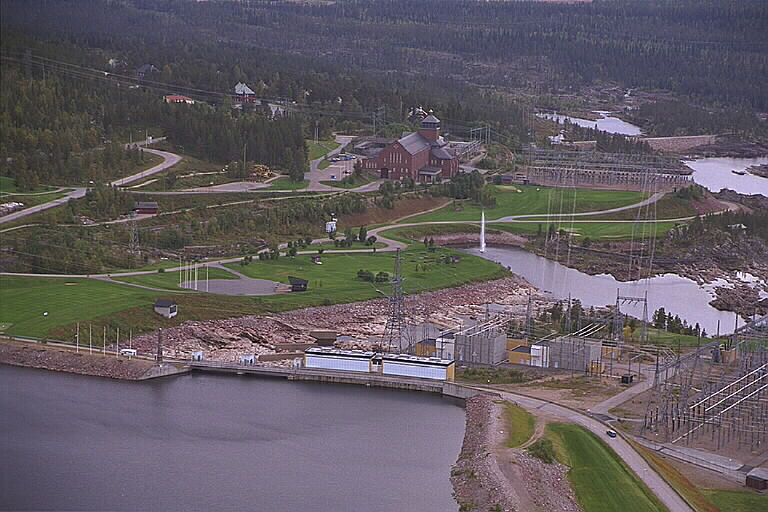
I förgrunden Porjus nya kraftverk, i bakgrunden Porjus gamla kraftverk.

Vid tätortsavgränsningen av Statistiska centralbyrån den 31 december 2015 fanns det tre tätorter i Jokkmokks kommun.
| Nr | Tätort    | Folkmängd |
| -- | --------- | --------- |
| 1  | Jokkmokk  | 2 794     |
| 2  | Vuollerim | 683       |
| 3  | Porjus    | 240       |

Centralorten är i fet stil.

## Styre och politik

### Styre
Antalet mandat i kommunfullmäktige var 35 från och med valet 1970 till och med valet 2002. Från valet 2006 minskades antalet mandat till 31, från valet 2018 till 25 och från valet 2022 till 23. Socialdemokraterna har varit det dominerande partiet i Jokkmokks kommun och har varit det största partiet i samtliga val, och har även haft egen majoritet i valen 1970, 1979-1988 samt 1994. Näst största parti var Vänsterpartiet i valen 1970, 1976, 1979, 1988, 2006 och 2010, Jokkmokks fria demokrater i valet 1973, Moderaterna i valen 1982, 1985 och 1991. I valen 1994–2002 var det näst största partiet Alternativet. I valen 2014 och 2018 blev Framtid i Jokkmokks kommun det näst största partiet.
Utöver riksdagspartierna har Arbetarpartiet kommunisterna funnits representerade efter valet 1979 samt ett flertal lokala partier: Samernas Väl sedan valet 1970, Jokkmokks fria demokrater i valen 1973–1979, Samerna i valet 1994, Alternativet i valen 1994–2006 samt Framtid i Jokkmokks kommun sedan valet 2010.
Jokkmokks kommun styrdes mellan valet 2014 och valet 2022 av Socialdemokraterna och Vänsterpartiet i ett majoritetsstyre. Sedan valet 2022 styrs kommunen i majoritet av Framtid i Jokkmokks kommun, Miljöpartiet, Samernas väl och Vänsterpartiet.
| År                | Partier | Partier | Partier | Partier | Partier | Partier | Partier | Partier |
| ----------------- | ------- | ------- | ------- | ------- | ------- | ------- | ------- | ------- |
| 1995–1998         | S       | SV      |         |         |         |         |         |         |
| 1999–2001         | S       | SV      |         |         |         |         |         |         |
| 2001-2002         | S       | M       | Ö       |         |         |         |         |         |
| jan 2003–dec 2003 | ALT     | V       | MP      | SV      | FP      | M       | C       | KD      |
| 2004–2006         | S       | KD      | Ö       |         |         |         |         |         |
| 2007–2010         | V       | FP      | SV      | MP      | ALT     | C       | M       |         |
| 2011–2014         | S       | FJK     |         |         |         |         |         |         |
| 2014–2018         | S       | V       |         |         |         |         |         |         |
| 2018–2022         | S       | V       |         |         |         |         |         |         |
| 2022–             | FJK     | MP      | SV      | V       |         |         |         |         |

### Kommunfullmäktige

#### Presidium
| Presidium 2022–2026    | Presidium 2022–2026 | Presidium 2022–2026 |
| ---------------------- | ------------------- | ------------------- |
| Ordförande             | S                   | Sven Holmqvist      |
| Förste vice ordförande | FJK                 | Moa Blom            |
| Andre vice ordförande  | MP                  | Per-Jonas Parffa    |

Källa:

#### Mandatfördelning 1970–2022
| 7 | 18 |  | 3 | 3 | 3 |

| 31 |

| 7 | 13 | 8 |  | 3 |  | 2 |

| 30 | 5 |

| 6 | 16 | 4 | 2 | 3 | 2 | 2 |

| 27 | 8 |

| 4 | 18 |  | 3 | 2 | 3 | 2 | 2 |

| 27 | 8 |

| 3 | 21 | 2 | 2 | 2 |  | 4 |

| 25 | 10 |

| 3 | 20 |  | 2 | 2 | 3 | 4 |

| 25 | 10 |

| 4 | 19 | 2 | 2 | 2 | 3 | 3 |

| 24 | 11 |

| 3 | 17 |  | 3 | 2 | 4 |  | 4 |

| 23 | 12 |

| 3 | 20 | 2 |  |  | 5 |  |  |  |

| 18 | 17 |

| 5 | 16 | 2 | 9 |  |  |  |

| 22 | 13 |

| 5 | 16 | 3 | 2 | 5 |  |  |  |  |

| 20 | 15 |

| 7 | 14 | 2 | 2 |  |  | 3 |  |

| 15 | 16 |

| 4 | 15 | 3 | 2 | 3 |  | 2 |  |

| 18 | 13 |

| 2 | 14 | 4 | 2 | 5 |  | 2 |  |

| 16 | 15 |

| 2 | 10 | 3 | 2 | 5 | 2 |  |

| 14 | 11 |

| 2 | 6 | 4 | 2 | 4 | 2 | 3 |

| 13 | 10 |

### Nämnder

#### Kommunstyrelse
| Presidium 2022–2026 | Presidium 2022–2026 | Presidium 2022–2026 |
| ------------------- | ------------------- | ------------------- |
| Ordförande          | FJK                 | Roland Boman        |
| Vice ordförande     | MP                  | Henrik Blind        |

Källa:

#### Lista över kommunstyrelsens ordförande
- Kent Ögren, Socialdemokraterna, 1989–31 december 2002[32]
- Sune Berg, Kristdemokraterna, 1 januari 2003–16 februari 2004[33][32]
- Anna Hövenmark, Vänsterpartiet, 16 februari 2004–9 mars 2004[33][34]
- Sune Berg, Kristdemokraterna, 9 mars 2004–juli 2004[34][35]
- Sixten Eriksson, Socialdemokraterna, juli 2004–31 december 2006[36][35]
- Anna Hövenmark, Vänsterpartiet, 1 januari 2007–31 december 2010[36][37]
- Stefan Andersson, Socialdemokraterna, 1 januari 2011–31 december 2014[35]
- Robert Bernhardsson, Socialdemokraterna, 1 januari 2015–31 december 2022[38]

Denna lista hämtas från Wikidata. Informationen kan ändras där.

#### Övriga nämnder
Avser mandatperioden 2022–2026.
| Nämnd                        | Ordförande | Ordförande                      | Vice ordförande | Vice ordförande  |
| ---------------------------- | ---------- | ------------------------------- | --------------- | ---------------- |
| Socialnämnden                | FJK        | Lars Mikkelsson (Tillförordnad) |                 | Vakant           |
| Kultur- och fritidsnämnden   | MP         | Henrik Blind                    | FJK             | Joar Mikkelsson  |
| Samhällsbyggarnämnden        | V          | Anna Hövenmark                  | MP              | Per-Jonas Parffa |
| Barn- och utbildningsnämnden | SV         | Per-Olof Hedström               | MP              | Sivert Mässing   |
| Valnämnden                   | MP         | Per-Jonas Parffa                | SV              | Wivi-Anne Mulk   |

### Valresultat 2022
| Parti                            | Valdistrikt      | Valdistrikt | Kommun  |
| Parti                            | Starkaste        | Andel       | Andel   |
| -------------------------------- | ---------------- | ----------- | ------- |
| S                                | Vuollerim        | 42,40 %     | 28,49 % |
| FJK                              | Vuollerim        | 26,18 %     | 19,13 % |
| MP                               | Jokkmokks Västra | 19,67 %     | 15,35 % |
| M                                | Porjus           | 42,73 %     | 11,57 % |
| SD                               | Porjus           | 10,00 %     | 7,99 %  |
| V                                | Jokkmokks Västra | 9,17 %      | 7,82 %  |
| SV                               | Porjus           | 15,00 %     | 7,43 %  |
| L                                | Jokkmokks Västra | 1,96 %      | 1,18 %  |
| Data hämtat från Valmyndigheten. |                  |             |         |

Exklusive uppsamlingsdistrikt. Partier som fått mer än en procent av rösterna i minst ett valdistrikt redovisas.

## Ekonomi och infrastruktur

### Näringsliv
Skog, vatten, turism och rennäring utgör basen för det lokala näringslivet. I början av 2020-talet producerades omkring 10 procent av Sveriges elproduktion i just Jokkmokks kommun och kommunen var således Sveriges viktigaste vattenenergiproducent. Exempelvis finns rikets effektmässigt största vattenkraftverk, Harsprånget, i kommunen. Världsarvet Laponia är grunden för turistnäringen. Andra viktiga näringar är skogsbruk, träförädling, mekanisk industri och hantverksindustri.

#### Energi och råvaror
Kommunen har sedan 1950-talet dominerats av den allt större efterfrågan på vattenkraft och framförallt av kraftproducenten Vattenfall. I kommunen finns i dag flera anläggningar som dämmer de flesta av de stora älvarna; exempel på kända vattenkraftsanläggningar är Akkats i närheten av Jokkmokk och Harsprånget vid Porjus.
Statliga bolaget Vattenfall har 11 vattenkraftverk i kommunen.
Det brittiska prospekteringsbolaget Beowulf mining presenterade år 2011 en första analys av fyndigheter av järnmalm i Kallak. Av analysen framgår att företaget uppskattade tillgången till 600 miljoner ton. Den gruva som planerades i området planerades ligga i ett av samernas renbetesområden vilket fick samhället att splittras i fråga: för eller emot en gruva. Etableringen har utvecklats till Sveriges längsta gruvkonflikt, och inkluderar såväl samebyar som FN. Per år 2022 är frågan ännu inte avgjord.

#### Turism

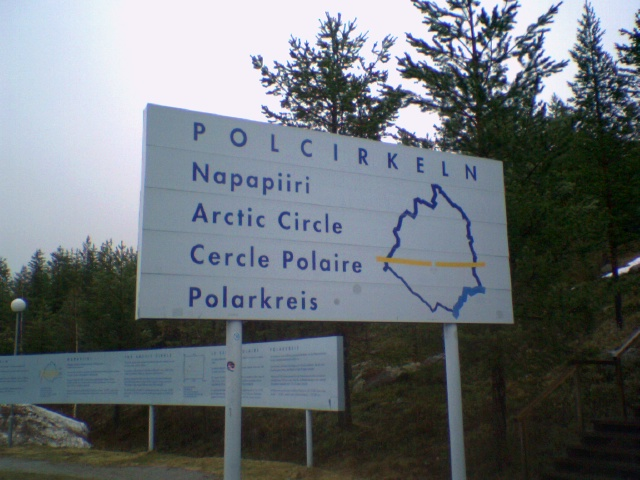
Polcirkeln vid Jokkmokk.

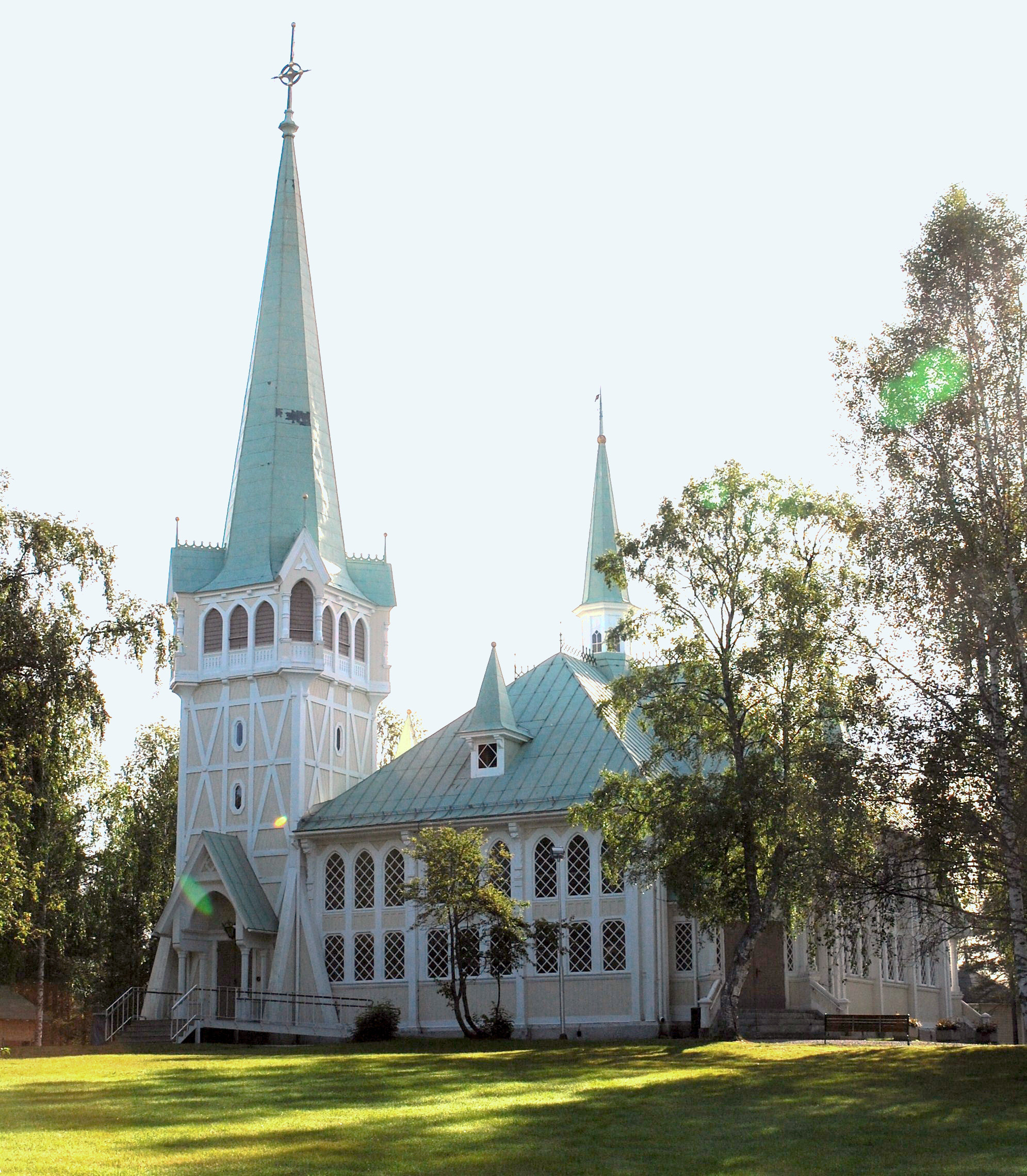
Jokkmokks nya kyrka.

Jokkmokk ligger vid polcirkeln och förutom den snösäkra vintern med norrsken kan man här även uppleva ljusa nätter från april till september med midnattssol mellan juni och augusti. 

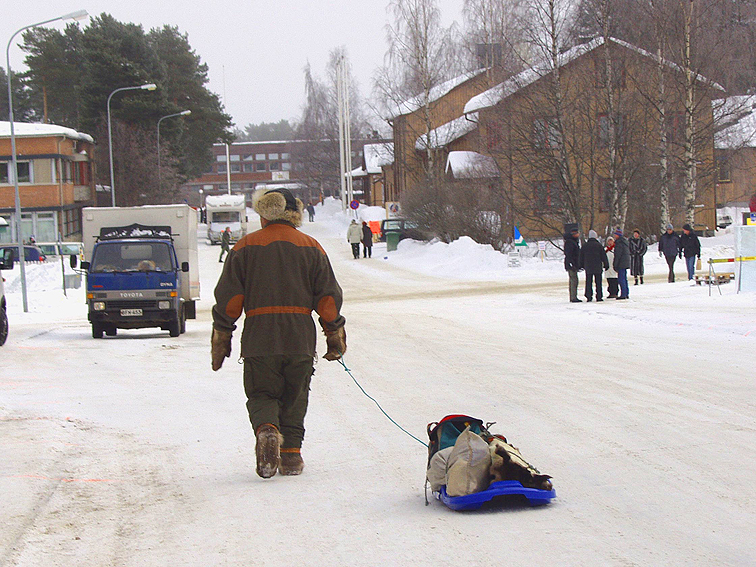
Jokkmokk 2005.

Jokkmokk är också känt för Jokkmokks marknad som äger rum den första torsdagen, fredagen och lördagen i februari varje år och marknadsförs med att vara världens kallaste marknad. Marknaden lockar tiotusentals besökare varje år som besöker själva marknaden och någon av alla de kringaktiviteter som arrangeras då marknaden i dag lika mycket är ett kulturevenemang som det är traditionell handelsplats.
Fjällanläggningen i Årrenjarka är ett populärt mål för främst skoteråkare. Det finns en skidanläggning i Kåbdalis med flera nedfarter och liftar, två restauranger och boende.

### Infrastruktur

#### Transporter
I kommunens södra del ansluter Länsväg 374 till Europaväg 45 som genomkorsar kommunen från söder till norr. Längs med Lilla Luleälven går Riksväg 97, som även den ansluter till Europaväg 45. Riksväg 97 var också Sveriges nordligaste vägbas inom Bas 90-systemet och fungerade som en reservbas till Jokkmokks flygbas. Den byggdes 1979 och är inte längre i militärt bruk. Genom kommunen går också Inlandsbanan med station i Jokkmokk och Stambanan med station i Murjek.

#### Sjukvård och andra viktiga samhällstjänster

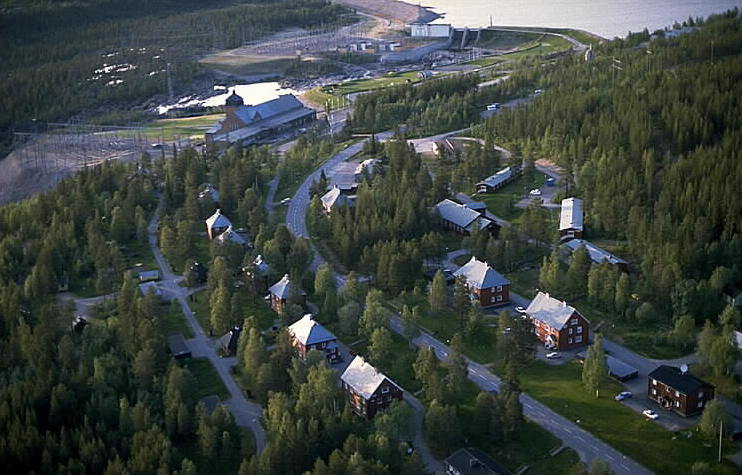
Porjus, år 1993.

I Jokkmokks kommun så har räddningstjänsten tre deltidsbrandkårer som är placerade i Jokkmokk, Porjus och Vuollerim. Det finns även två räddningsvärn, i Kvikkjokk och i Kåbdalis.

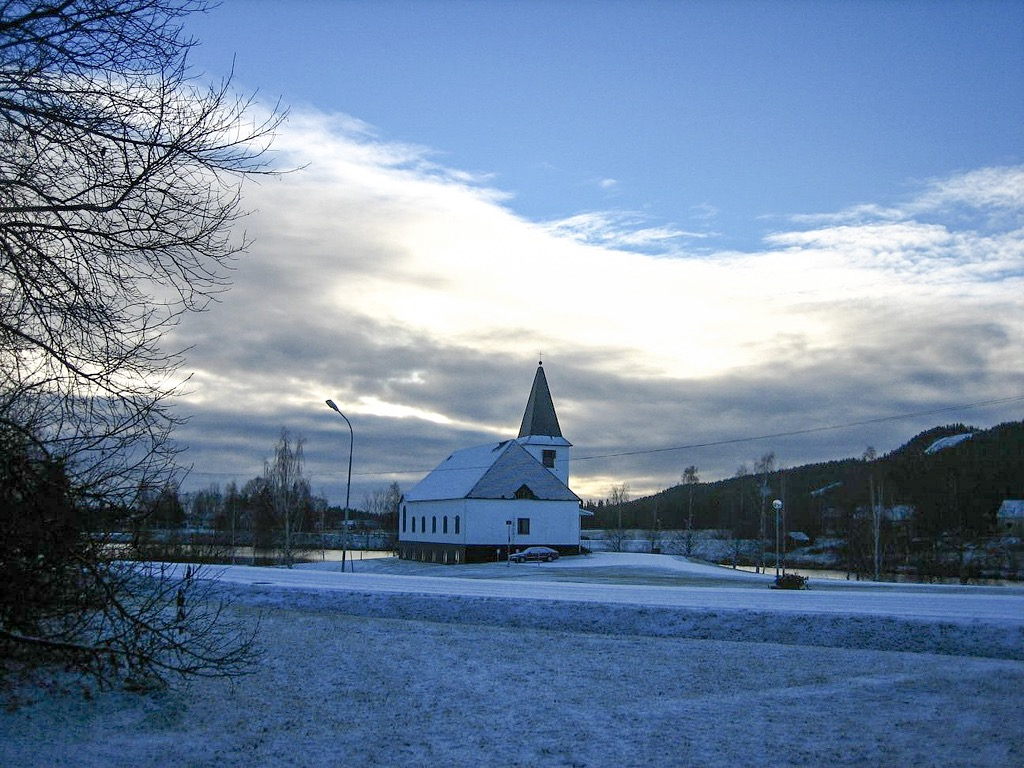
Vuollerims kyrka.

I oktober 2020 sa Vattenfall upp ett avtal som de haft i cirka 25 års tid om att de finansierar deltidsbrandkårena i Porjus och Vuollerim. Finansieringen har varit på cirka 2,2 miljoner kronor per år, och efter beslutet riskerar deltidsbrandkårerna att läggas ned under 2023 och ersättas med frivilliga räddningsvärn.

## Befolkning

### Demografi

#### Befolkningsutveckling
Kommunen har 4 689 invånare (31 mars 2025), vilket placerar den på 275:e plats avseende folkmängd bland Sveriges kommuner.
| Befolkningsutvecklingen i Jokkmokks kommun 1810–2020                                                                                   | Befolkningsutvecklingen i Jokkmokks kommun 1810–2020 | Befolkningsutvecklingen i Jokkmokks kommun 1810–2020 | Befolkningsutvecklingen i Jokkmokks kommun 1810–2020 | Befolkningsutvecklingen i Jokkmokks kommun 1810–2020 |
| --- | ---------------------------------------------------- | ---------------------------------------------------- | ---------------------------------------------------- | ---------------------------------------------------- |
| |                                                      |                                                      |                                                      |                                                      |
| År |                                                      |                                                      | Folkmängd                                            |                                                      |
| 1810 | 1810                                                 |                                                      | 1 332                                                |                                                      |
| 1820 | 1820                                                 |                                                      | 1 378                                                |                                                      |
| 1830 | 1830                                                 |                                                      | 1 337                                                |                                                      |
| 1840 | 1840                                                 |                                                      | 1 567                                                |                                                      |
| 1850 | 1850                                                 |                                                      | 1 885                                                |                                                      |
| 1860 | 1860                                                 |                                                      | 1 905                                                |                                                      |
| 1870 | 1870                                                 |                                                      | 1 983                                                |                                                      |
| 1880 | 1880                                                 |                                                      | 2 522                                                |                                                      |
| 1890 | 1890                                                 |                                                      | 3 256                                                |                                                      |
| 1900 | 1900                                                 |                                                      | 4 372                                                |                                                      |
| 1910 | 1910                                                 |                                                      | 5 416                                                |                                                      |
| 1920 | 1920                                                 |                                                      | 7 648                                                |                                                      |
| 1930 | 1930                                                 |                                                      | 7 530                                                |                                                      |
| 1940 | 1940                                                 |                                                      | 8 668                                                |                                                      |
| 1950 | 1950                                                 |                                                      | 10 744                                               |                                                      |
| 1960 | 1960                                                 |                                                      | 11 533                                               |                                                      |
| 1970 | 1970                                                 |                                                      | 7 993                                                |                                                      |
| 1975 | 1975                                                 |                                                      | 7 598                                                |                                                      |
| 1980 | 1980                                                 |                                                      | 7 087                                                |                                                      |
| 1985 | 1985                                                 |                                                      | 6 893                                                |                                                      |
| 1990 | 1990                                                 |                                                      | 6 726                                                |                                                      |
| 1995 | 1995                                                 |                                                      | 6 507                                                |                                                      |
| 2000 | 2000                                                 |                                                      | 6 019                                                |                                                      |
| 2005 | 2005                                                 |                                                      | 5 534                                                |                                                      |
| 2010 | 2010                                                 |                                                      | 5 170                                                |                                                      |
| 2015 | 2015                                                 |                                                      | 5 072                                                |                                                      |
| 2020 | 2020                                                 |                                                      | 4 851                                                |                                                      |
| Anm: Uppgifterna för perioden 1970-2015 avser förhållandena den 31 december enligt den kommunala indelningen den 1 januari året efter. |                                                      |                                                      |                                                      |                                                      |

#### Minoriteter

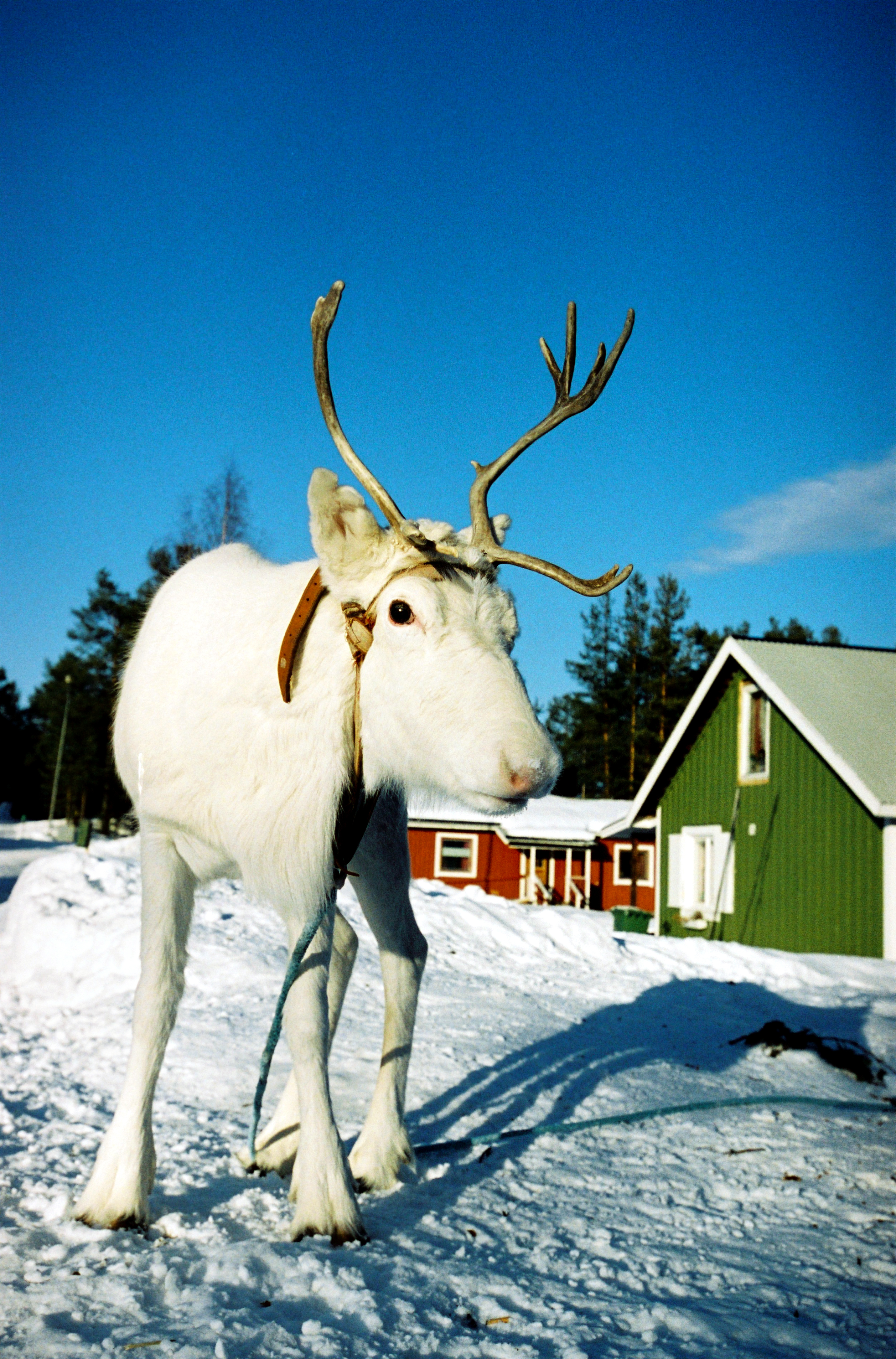
En ren i Jokkmokk.

Kommunen påverkas stort av att en betydande andel av befolkningen är av samiskt påbrå där en stor del talar samiska som hemspråk eller har kunskap i samiska. Det samiska kulturlivet har på senare år fått ett uppsving och bland annat Sameskolstyrelsen bedriver samiskspråkig för- och grundskoleverksamhet i Jokkmokk. Vägmärken vid bland annat infarten till tätorterna skrivs ofta både på svenska och samiska.
I dag omfattas Jokkmokks kommun av minoritetsspråkslagstiftningen med avseende på samiska.
Inför Sametingsvalet 2017 var 15,3 % av kommunens befolkning röstberättigade i valet, vilket var den högsta andelen i Sverige.

#### Utländsk bakgrund
Den 31 december 2014 utgjorde antalet invånare med utländsk bakgrund (utrikes födda personer samt inrikes födda med två utrikes födda föräldrar) 564, eller 11,09 % av befolkningen (hela befolkningen: 5 086 den 31 december 2014).

#### Invånare efter de vanligaste födelseländerna
Följande länder är de 10 vanligaste födelseländerna för befolkningen i Jokkmokks kommun.
| Födelseland 31 december 2021 | Födelseland 31 december 2021 | Födelseland 31 december 2021 | Födelseland 31 december 2021 | Födelseland 31 december 2021 |
| ---------------------------- | ---------------------------- | ---------------------------- | ---------------------------- | ---------------------------- |
| Nr                           | Land                         | Antal                        | Andel                        | Andel i hela riket           |
| 1                            | Sverige                      | 4 176                        | 87,36 %                      | 80,00 %                      |
| 2                            | Thailand                     | 68                           | 1,42 %                       | 0,43 %                       |
| 3                            | Finland                      | 63                           | 1,32 %                       | 1,31 %                       |
| 4                            | Tyskland                     | 59                           | 1,23 %                       | 0,51 %                       |
| 5                            | Norge                        | 50                           | 1,05 %                       | 0,39 %                       |
| 6                            | Eritrea                      | 30                           | 0,63 %                       | 0,46 %                       |
| 7                            | Afghanistan                  | 28                           | 0,59 %                       | 0,60 %                       |
| 8                            | Nederländerna                | 27                           | 0,56 %                       | 0,13 %                       |
| 9                            | Somalia                      | 24                           | 0,50 %                       | 0,67 %                       |
| 10                           | Colombia                     | 23                           | 0,48 %                       | 0,13 %                       |

## Kultur

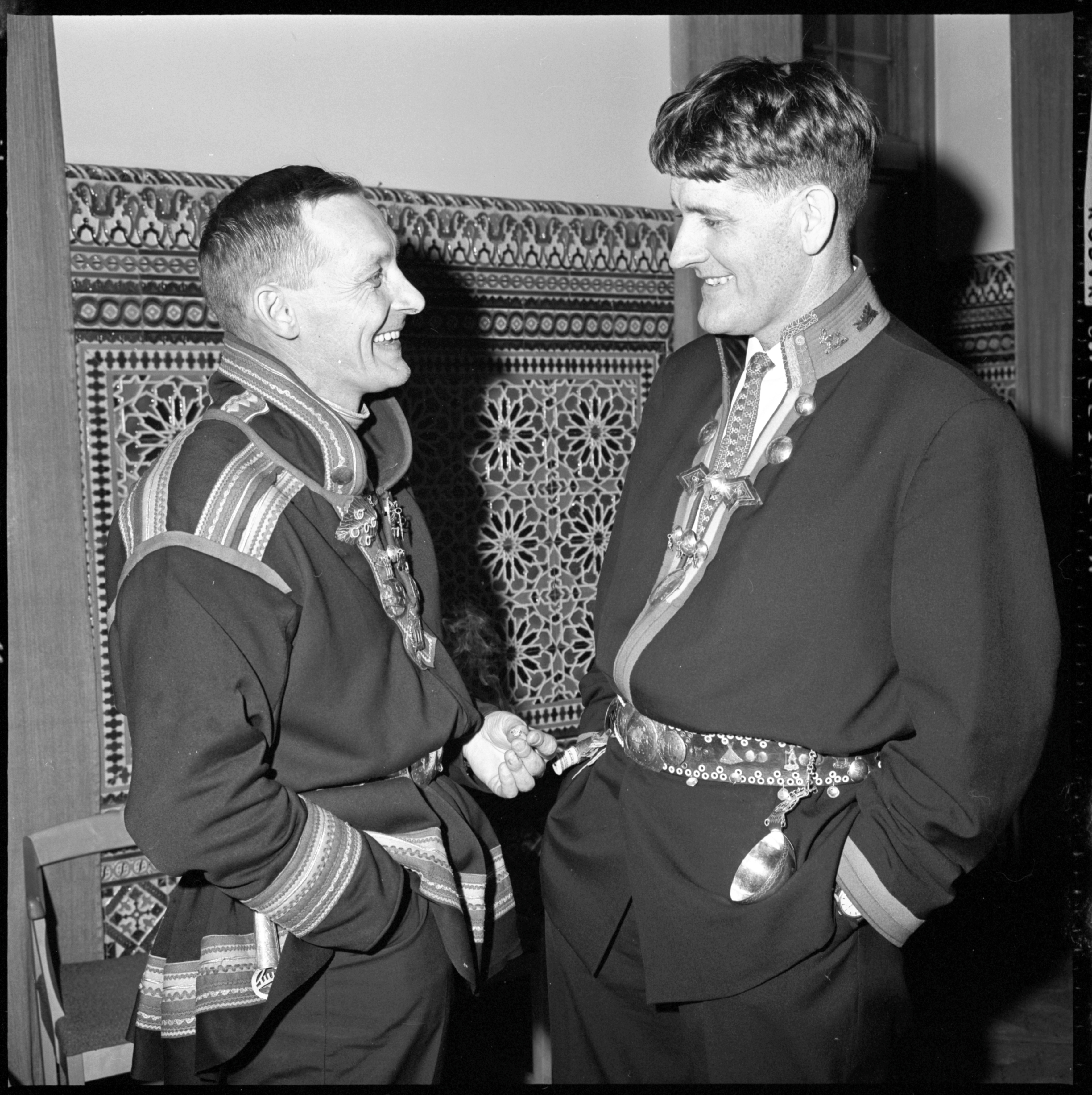
Jokkmokks-Jokke till höger under en TV-inspelning år 1965.

### Konstarter

#### Musik
Musiker: bland andra Jokkmokks-Jokke, Jakob Hellman, Birgitta Svendén, Johan Märak, Andreas Viklund, Norrlåtar, Magnus Ekelund (Kitok), Maxida Märak, Zemya Hamilton och Deeva.

#### Bildkonst
Från Jokkmokks kommun kommer ett flertal framstående konstnärer, bland andra  Cai Poulsen, Harriet Nordlund, Lars J:son Nutti och Lars Pirak. 
Bland många framstående samiska slöjdare bosatta i eller födda i Jokkmokk kan nämnas, förutom Lars Pirak och Johan Märak, Elsa Aira, Ellen Kitok Andersson, Martin Kuorak, Gunhild Tjikkom, Anna Stina Svakko, Jon Utsi, Per Aira, Sara Aira Fjällström, Jesper Eriksson, Reinie Fjällström, Patrik Hansson, Svea Länta, Irene Nutti, Leila Nutti, Katarina Rimpi, Lena Sandberg Johansson, Katarina Spiik Skum, Mikaela Unga Pirak, Mikael Pirak, Ole-Magnus Utsi, Ellenor Walkeapää, Lena Viltok, Maj-Doris Rimpi, Per-Ola Utsi, Monika Svonni och Katharina Unga. Glaskonstnären Monica Edmondson har också rötter i Jokkmokks kommun precis som programledaren Jessica Almenäs.

### Museum
I Jokkmokk finns ett av två riksmuseer som ligger utanför Stockholm, det samiska museet Ájtte, där det bedrivs inte bara forskning utan även kulturell verksamhet. 

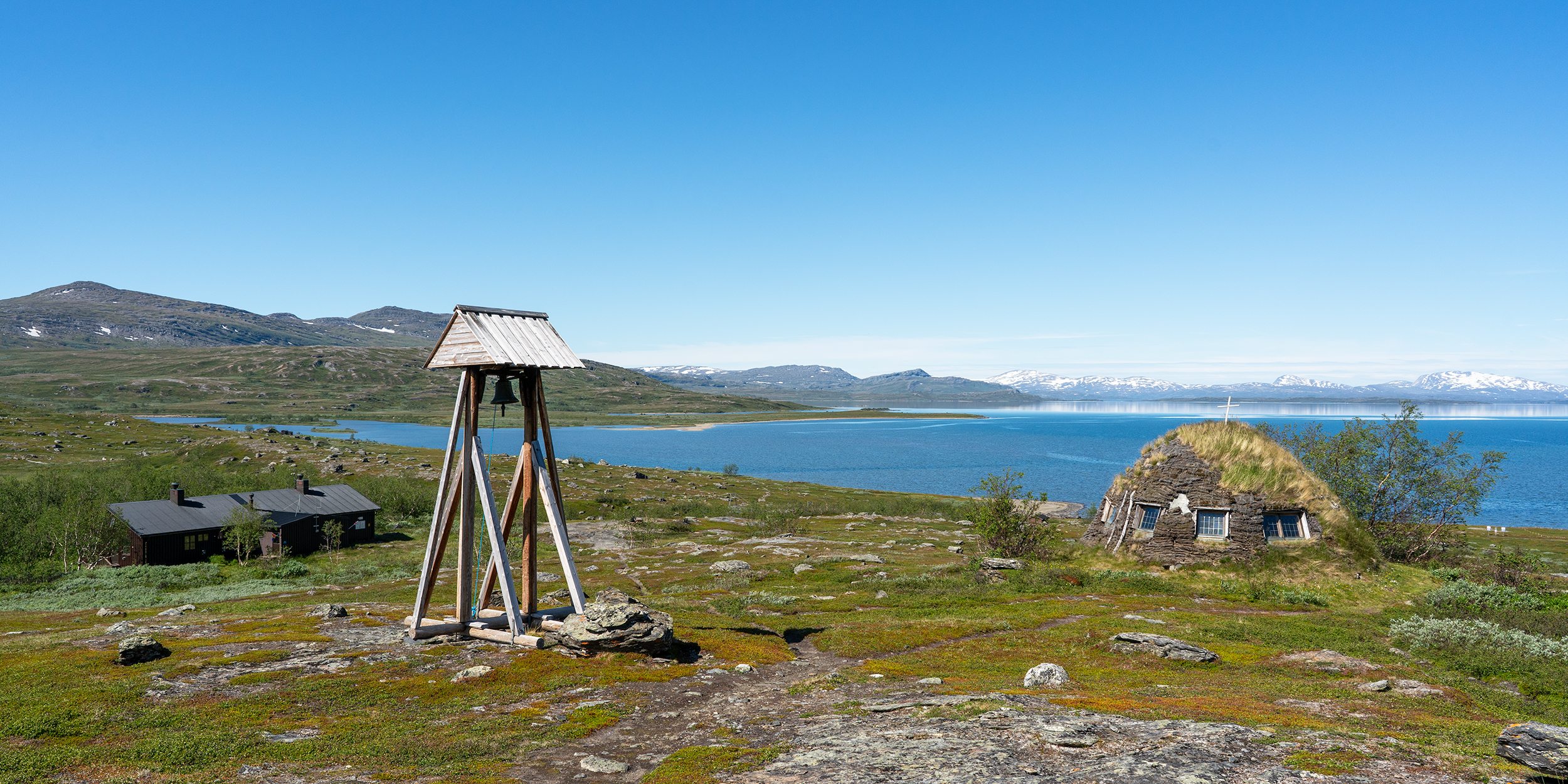
Stáloluokta kyrkkåta med Virihávrre i bakgrunden.

### Kulturarv
Laponia är klassat som världsarv av Unesco sedan 1996, vilket bland annat motiverats med orden "Lapplands världsarv i norra Sverige, som alltsedan förhistorisk tid varit befolkat av samerna är ett av de bäst bevarade exemplen på ett nomadområde i norra Skandinavien. Det innehåller bosättningar och betesmarker för stora renhjordar, en sed som en gång i tiden var mycket vanlig och har spår tillbaka till ett tidigt stadium i människans ekonomiska och sociala utveckling".
I kommunen listas också fyra kulturhistoriska byggnader av Norrbottens museum – Staloluokta kyrkkåta, Porjus vattenkraftstation, Gamla telegrafen i Voullerim och Bio Norden i Jokkmokk.

### Kommunvapen
Blasonering: ”I fält av silver tre till ett gaffelkors sammanställda blå blixtar, åtföljda ovan av en röd nyckel och på vardera sidan av en röd samisk trumhammare.”
Vapenfrågan började diskuteras på 1940-talet. Kommunen antog vapnet, som skapats av Svenska Kommunalheraldiska Institutet, 1953. Kungl. Maj:ts fastställelse lät vänta på sig till 1968, eftersom Statens heraldiska nämnd kritiserade den ursprungliga detaljutformningen. 1974 kunde det registreras hos Patent- och registreringsverket enligt det nya regelverket.